# Thái Ngọc
Thái Ngọc là một nông dân sống tại Quảng Nam, Việt Nam, ông được nhiều người biết đến vì đã có gần 50 năm (từ năm 1973) không ngủ. Ông được xem là "một trong bốn người đàn ông gây kinh ngạc cả thế giới" hay "là một trong số những người thức lâu nhất thế giới".

## Cuộc sống
Ông Thái Ngọc sinh năm 1942 (có tài liệu ghi ông sinh 1940) tại xã Quế Trung, huyện Quế Sơn (nay là thị trấn Trung Phước, huyện Nông Sơn), tỉnh Quảng Nam. Ông có một trang trại dưới chân núi Rạ, trong thung lũng Nà Trăng gồm ruộng, vườn, ao cá. Hàng ngày ông vẫn lao động, chăm sóc trang trại, ông còn nấu rượu để bán. Nhưng điểm đặc biệt là ông không chỉ làm việc vào ban ngày như mọi người mà còn làm việc cả ban đêm vì ông mắc một căn bệnh kỳ lạ khiến ông không thể ngủ được.. Ông Ngọc đã từng từ chối hàng ngàn USD của một số hãng truyền hình nước ngoài vì họ đề nghị độc quyền ghi hình ảnh sinh hoạt của ông do ông "không thích". Ông cũng từ chối sự bão lãnh của một của đoàn làm phim của Thái Lan mời sang chữa bệnh và ghi hình, ông cho rằng: "không ngủ được có bệnh chi mô mà chữa".

### Căn bệnh ngủ
Theo báo Thanh Niên, ông Ngọc bị chứng mất ngủ sau một cơn sốt vào năm 1973. Còn theo báo VietNamNet thì hiện tượng mất ngủ của ông bắt đầu từ năm ông 20 tuổi. Ông cảm thấy quá hưng phấn sau một lần vụng trộm với cô gái hái dâu. Có lẽ việc này đã tạo ra một "chất men" bồi hồi khiến ông phải thức không thể ngủ như mọi người bình thường trong suốt hơn 40 năm qua.. Nhưng theo Báo Đầu tư Việt Nam thì căn bệnh của ông không do một nguyên nhân rõ ràng nào cả.
Khi bị chứng mất ngủ, ông Ngọc cũng đã từng đi khám ở Bệnh viện Đà Nẵng. Lúc đó, ông được bác sĩ cho uống thuốc, nhưng bệnh không thuyên giảm. Tuy nhiên, ông cho rằng việc mình mất ngủ không thấy ảnh hưởng đến sức khỏe. Ông vẫn làm việc bình thường cả buổi sáng lẫn ban đêm. Thậm chí ông "vẫn có thể vác 50 kg phân bón trên quãng đường 4 km từ nhà ra đồng mà chẳng hề hấn gì".
Ông dùng nhiều loại thuốc, đủ cách khắc phục, nhưng ngay cả rượu cũng không làm ông chợp mắt được, dù chỉ một lúc.
Cũng có nhiều hãng truyền hình đã đến nhà ông, họ đặt những máy móc tối tân ở nhiều vị trí để theo dõi xem ông có ngủ không, nhưng hầu hết các máy quay phim hay chụp ảnh tự động sau vài ngày thì hết pin trong khi ông Ngọc lúc nào mắt cũng mở to, không ngủ.

### Gia đình
Ông Thái Ngọc lấy vợ năm ông 22 tuổi, vợ ông do cha mẹ chọn, là một cô gái đẹp nổi tiếng trong vùng. Bà nhỏ hơn ông sáu tuổi, tên là Nguyễn Thị Bảy. Ông bà có sáu người con. Ông bà có một trang trại dưới chân núi. Hàng ngày, ông lo việc đồng áng, nuôi lợn và gà. Ông còn làm thêm những công việc nhà vào ban đêm lúc mọi người đã ngủ. Ông từng đào hai cái ao nuôi cá lớn trong suốt hơn 3 tháng không ngủ.

## Câu nói
- "Tôi không biết mất ngủ có ảnh hưởng đến sức khỏe hay không nhưng tôi vẫn thấy rất khỏe mạnh và đi làm đồng như mọi người".
- "Lại lấy lao động để giải khuây vào ban đêm do chứng mất ngủ và cũng chỉ vào giường khi vợ... "ré". Chừ già rứa rồi mà bà ấy vẫn "ré" thường xuyên. Sợ bà ấy buồn, tôi cũng vào giường nhưng cố nằm xa xa, đụng chạm nhiều, bà ấy mất ngủ, tội!" 

## Nhận xét của chuyên gia
- "... tuy căn bệnh này rất hy hữu nhưng hoàn toàn không có gì nguy hiểm. Hiện tượng không ngủ kéo dài trong nhiều năm phần lớn là do hệ thống thần kinh trong não bị xáo trộn, hoàn toàn không có chuyện chấn động, ức chế tâm sinh lý hay tác động của môi trường xã hội nào tạo nên..."_Bác sĩ Nguyễn Gia Thiều - Giám đốc Bệnh viện Tâm thần Quảng Nam.